# Установа за културу Сирмијумарт, Сремска Митровица
Центар за културу „Сирмиумарт” један је од најзначајнијих установа културе у Сремској Митровици. Смештен је у здању Завичајног клуба студената, у улици Вука Караџића 10.

## Историјат
Центар за културу „Сирмиумарт” основан је 1971. године као установа културе која је објединила до тада постојеће музичке активности у граду Сремској Митровици. Основни циљ му је неговање квалитетног музичког звука у граду. 
Основна делатност „Сирмиумарта“ је организовање и развијање музичке, сценске и поетске делатности деце и младих кроз рад организационих јединица, као и реализовање програма културно–уметничког стваралаштва и забавног живота: организација концерата, књижевних вечери, изложби и издавачка делатност.